# Boa Vista das Missões
Boa Vista das Missões é um município brasileiro do estado do Rio Grande do Sul. Localiza-se no norte do estado.

## Geografia
Localiza-se a uma latitude 27º39'47" sul e a uma longitude 53º18'51" oeste, estando a uma altitude de 596 metros.
Possui uma área de 185,75 km² e sua população estimada em 2004 era de 2 205 habitantes.